# Cherrueix
Cherrueix is een gemeente in het Franse departement Ille-et-Vilaine in de regio Bretagne. De plaats maakt deel uit van het arrondissement Saint-Malo. Cherrueix telde op 1 januari 2022 1.106 inwoners.

## Afbeeldingen

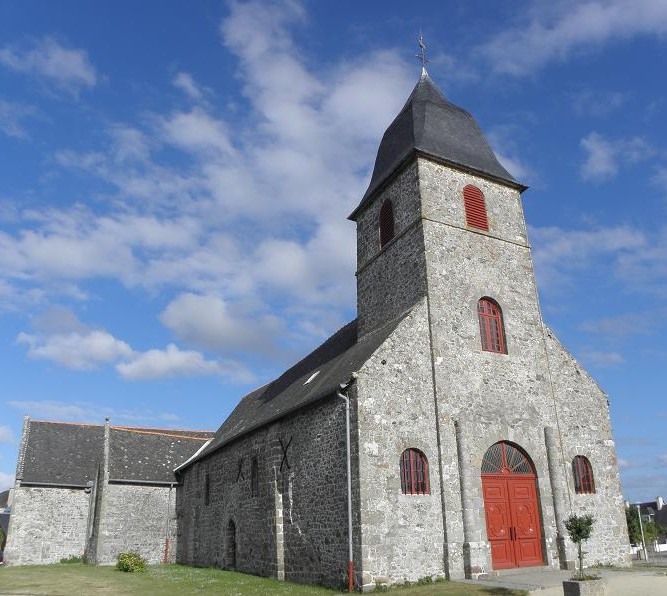
Église Notre-Dame
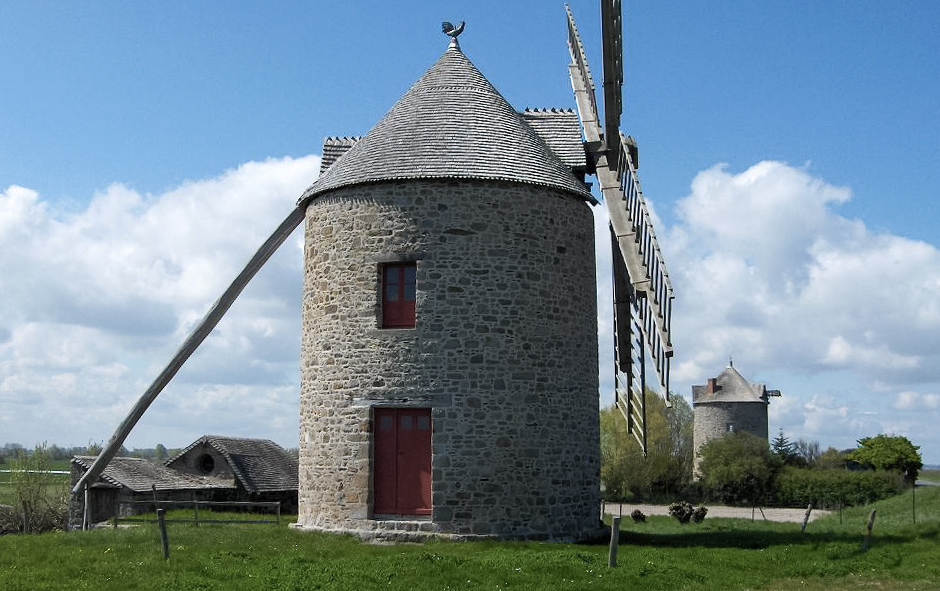
Molen
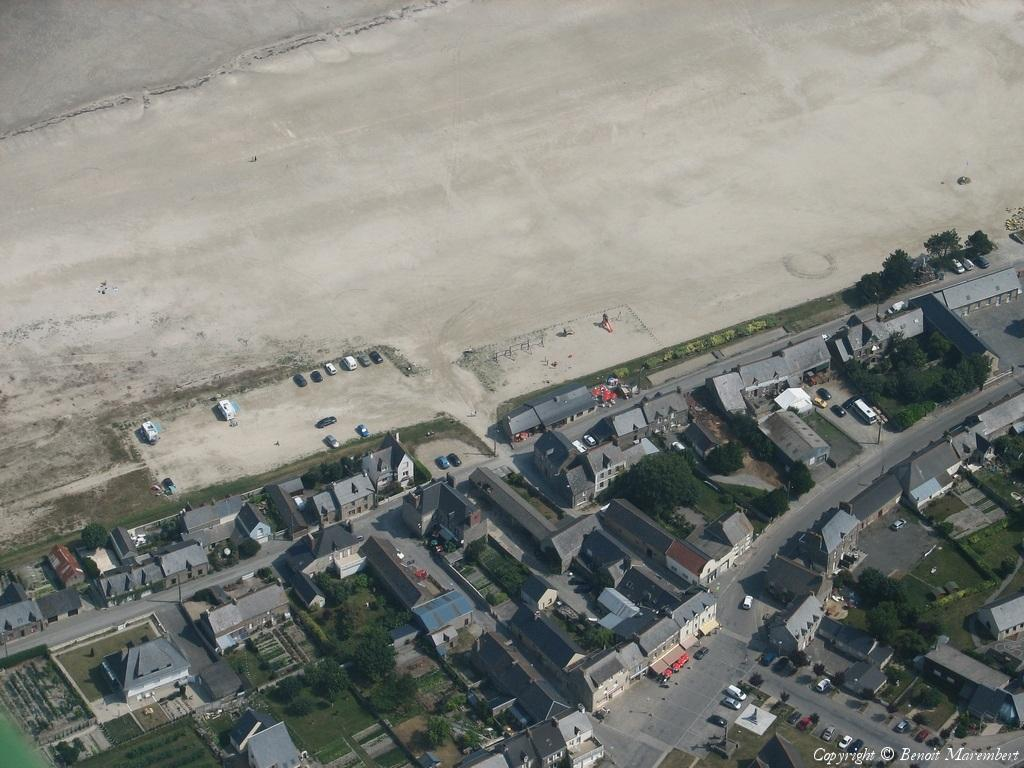
Strand

## Geografie
De oppervlakte van Cherrueix bedroeg op 1 januari 2022 12,69 vierkante kilometer; de bevolkingsdichtheid was toen 87,2 inwoners per km².

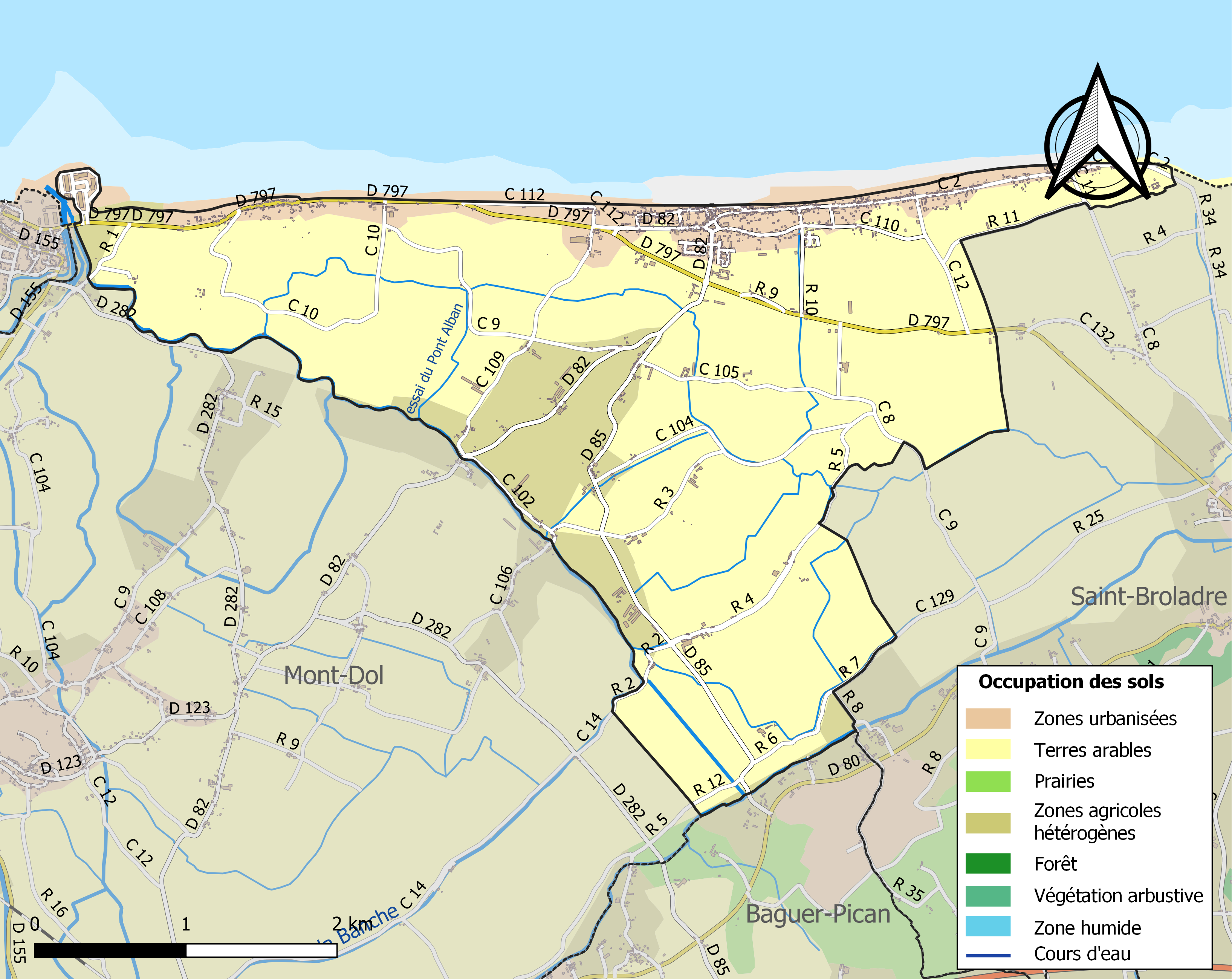
Kaart van de gemeente met belangrijkste infrastructuur, bodemgebruik en omliggende gemeenten

## Demografie
Onderstaande figuur toont het verloop van het inwonertal, bron: INSEE-tellingen. 